# Slowakische Medizinische Universität Bratislava
Die Slowakische Medizinische Universität Bratislava, slowakisch: Slovenská zdravotnícka univerzita v Bratislave, ist eine staatliche Medizinische Universität in der slowakischen Hauptstadt Bratislava.
Die Slowakische Medizinische Universität geht auf eine Medizinakademie von 1953 zurück und wurde am 1. September 2002 als Universität gegründet. Sie gliedert sich in vier Fakultäten und ein separates Forschungsinstitut.